# Constantin Radu
Constantin Radu (Pitești, 1945. január 5. – 2020. május 16. előtt) válogatott román labdarúgó, csatár.

## Pályafutása

### Klubcsapatban
1964 és 1976 között az Argeș Pitești labdarúgója volt és tagja volt az 1971–72-es bajnokcsapatnak. 1976 és 1978 között a Muscelul Câmpulung csapatában játszott és itt fejezte be az aktív labdarúgást.

### A válogatottban
1966 és 1972 között három alkalommal szerepelt a román válogatottban és egy gólt szerzett.

## Sikerei, díjai
Argeș Pitești
- Román bajnokság
  - bajnok: 1971–72